# 영주시의회
영주시의회는 경상북도 영주시 지역을 관할하는 기초의회이다.